# Eparquía de Breslavia-Koszalin
La eparquía de Breslavia-Koszalin o de Wrocław-Koszalin (en latín: Eparchia Vratislaviensis-Coslinensis Ucrainorum, en polaco: Eparchia wrocławsko-koszalińska y en ucraniano: Вроцлавсько-Кошалінська єпархія) es una circunscripción eclesiástica de la Iglesia católica en Polonia. Se trata de una eparquía greco-católica ucraniana, sufragánea de la archieparquía de Przemyśl-Varsovia. Desde el 25 de noviembre de 2020 su eparca es Włodzimierz Roman Juszczak, de la Orden basiliana de San Josafat.

## Territorio y organización

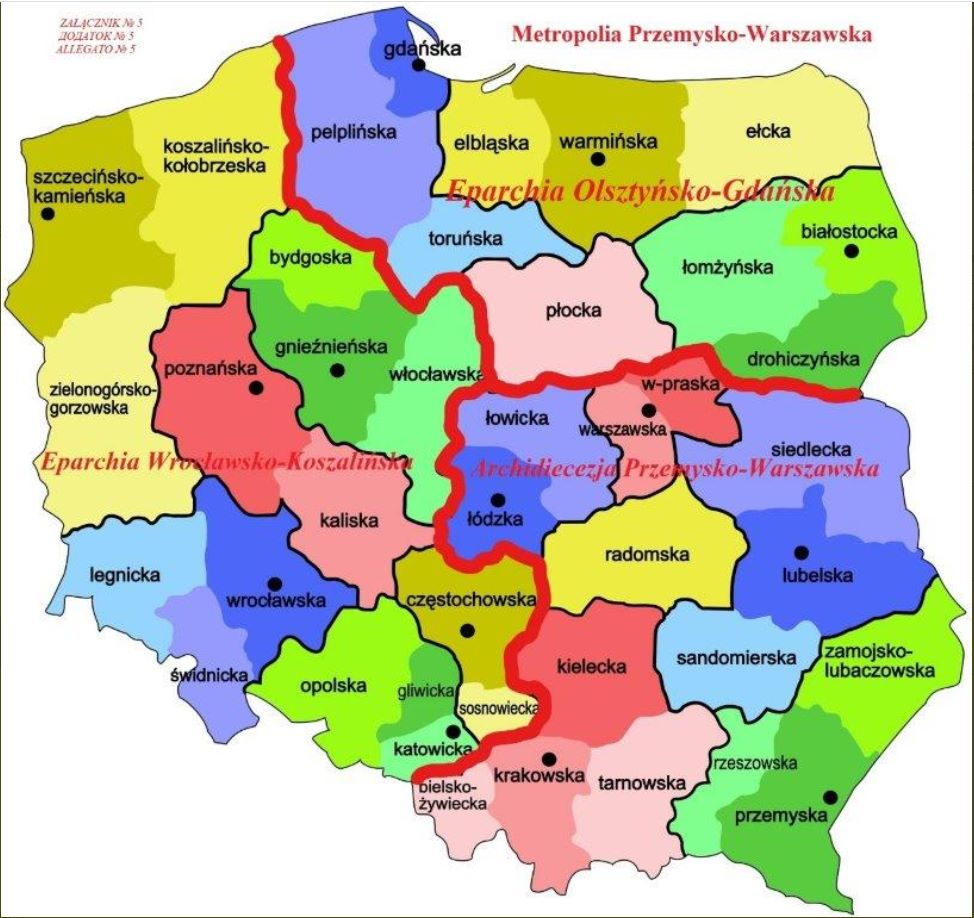
Mapa de las diócesis de Polonia

La eparquía extiende su jurisdicción sobre los fieles católicos de rito bizantino greco-católico ucraniano residentes en Polonia occidental al oeste del río Vístula. El territorio se corresponde con el de las diócesis latinas de: Szczecin-Kamień, Koszalin-Kołobrzeg, Zielona Góra-Gorzów, Bydgoszcz, Gniezno, Breslavia, Poznań, Kalisz, Legnica, Świdnica, Włocławek, Częstochowa, Opole, Gliwice, Sosnowiec y Katowice.
La sede de la eparquía se encuentra en la ciudad de Breslavia (o Wrocław), en donde se halla la Catedral de San Vicente y Santiago.
En 2023 en la eparquía existían 56 parroquias agrupadas en 3 decanatos: Breslavia, Zielona Góra y Koszalin.
- Dekanat koszaliński: 12 parroquias:[1]
  - Białogard: Parafia Greckokatolicka św. Jerzego w Białogardzie
  - Ińsko: Parafia Greckokatolicka Podwyższenia Krzyża Pańskiego w Ińsku
  - Kołobrzeg: Parafia greckokatolicka Opieki Matki Bożej w Kołobrzegu
  - Koszalin: Parafia greckokatolicka pw. Zaśnięcia Najświętszej Bogurodzicy w Koszalinie
  - Płoty: Parafia Greckokatolicka Przemienienia Pańskiego w Płotach
  - Sławno: Parafia Greckokatolicka Ofiarowania Najświętszej Maryi Panny w Sławnie
  - Stargard: Parafia św. Jozafata Męczennika w Stargardzie
  - Szczecin: Parafia greckokatolicka pw. Opieki Matki Bożej w Szczecinie
  - Szczecinek: Parafia Greckokatolicka św. Michała Archanioła w Szczecinku
  - Świdwin: Parafia Greckokatolicka św. Michała Archanioła w Świdwinie
  - Trzebiatów: Parafia greckokatolicka Świętych Apostołów Piotra i Pawła w Trzebiatowie
  - Wałcz: Parafia Podwyższenia Krzyża Pańskiego w Wałczu
- Dekanat wrocławski: 16 parroquias:
  - Chobienia: Parafia Greckokatolicka Świętych Apostołów Piotra i Pawła w Chobieni
  - Gliwice: Parafia Greckokatolicka Trójcy Świętej w Gliwicach
  - Jelenia Góra-Cieplice Śląskie-Zdrój: Parafia Greckokatolicka św. Józefa w Jeleniej Górze-Cieplicach
  - Katowice: Parafia Greckokatolicka Zaśnięcia Przenajświętszej Bogurodzicy w Katowicach
  - Legnica: Parafia Greckokatolicka Zaśnięcia Najświętszej Maryi Panny w Legnicy
  - Lubin: Parafia Greckokatolicka Świętych Apostołów Piotra i Pawła w Lubinie
  - Łódź: Parafia Greckokatolicka Ofiarowania Pańskiego w Łodzi
  - Oleśnica: Parafia Trójcy Świętej w Oleśnicy
  - Oława: Parafia Greckokatolicka Narodzenia Najświętszej Bogurodzicy w Oławie
  - Opole: Parafia Greckokatolicka Przemienienia Pańskiego w Opolu
  - Patoka: Parafia Opieki Matki Bożej w Patoce
  - Środa Śląska: Parafia Greckokatolicka św. Andrzeja Apostoła w Środzie Śląskiej
  - Wałbrzych: Parafia Greckokatolicka św. Franciszka z Asyżu w Wałbrzychu
  - Wołów: Parafia greckokatolicka Opieki Najświętszej Maryi Panny w Wołowie
  - Breslavia: Parafia greckokatolicka pw. Podwyższenia Krzyża Pańskiego we Wrocławiu
  - Zamienice: Parafia Narodzenia św. Jana Chrzciciela w Zamienicach
- Dekanat zielonogórski: 13 parroquias:[2]
  - Glogovia: Parafia Greckokatolicka św. Michała Archanioła w Głogowie
  - Gorzów Wielkopolski: Parafia Greckokatolicka św. Jozafata Biskupa i Męczennika w Gorzowie Wielkopolskim
  - Guzice:Parafia Greckokatolicka Przeniesienia Relikwii Św. Mikołaja Cudotwórcy w Guzicach
  - Międzyrzecz: Parafia Greckokatolicka Świętych Cyryla i Metodego w Międzyrzeczu
  - Nowogród Bobrzański: Parafia Greckokatolicka Zwiastowania Najświętszej Maryi Panny w Nowogrodzie Bobrzańskim
  - Osiecko: Parafia Greckokatolicka Św. Mikołaja w Osiecku
  - Poznań: Parafia Greckokatolicka Opieki Matki Bożej w Poznaniu
  - Poźrzadło: Parafia Greckokatolicka Św. Łukasza Ewangelisty w Poźrzadle
  - Przemków: Parafia Greckokatolicka Św. Kosmy i Damiana w Przemkowie
  - Skwierzyna: Parafia Greckokatolicka św. Włodzimierza i Olgi w Skwierzynie
  - Strzelce Krajeńskie: Parafia Greckokatolicka Świętych Antoniego i Teodozjusza Pieczerskich i św. Michała Archanioła w Strzelcach Krajeńskich
  - Szprotawa: Parafia Greckokatolicka Przemienienia Pańskiego w Szprotawie
  - Zielona Góra: Parafia greckokatolicka pw. Opieki Matki Bożej w Zielonej Górze

## Historia
La eparquía de Breslavia-Gdańsk fue erigida el 1 de junio de 1996 mediante la bula Ecclesia catholica del papa Juan Pablo II, obteniendo el territorio de la archieparquía de Przemyśl-Varsovia.

Ecclesia catholica affirmat duobus milibus annorum historiae suae se esse in unitate servatam cum omnibus bonis, quibus Deus Ecclesiam suam donare vult: et hoc, quamquam multa fuerunt discrimina» (Ut unum sint, 11). Supremo Dominici gregis regendi munere fungentes, conamur Ipsi varia ratione omnium christifidelium unitatem et spiritale bonum provehere. Quam ob rem summa Apostolica Nostra potestate, novam condimus Eparchiam Vratislaviensem-Gedanensem ritus Byzantini Ucrainorum appellandam, cuius Sedem in urbe Vratislavia ponimus, quamque novae Archieparchiae Metropolitanae Premisliensi-Varsaviensi ritus Byzantini Ucrainorum subicimus. Noviter instituta Eparchia constat decanatibus Vratislaviensi, Coslinensi et Viridimontanensi, nec non paroeciis Glivicensi et Katovicensi (ex decanatu Cracoviensi-Crynicensi), atque Gedanensi (ex decanatu Elbingensi), ex Eparchia Premisliensi ritus Byzantini Ucrainorum distrahendis. Nova Eparchia Vratislaviensis-Gedanensis seiungitur ab Archieparchia Metropolitana Premisliensi-Varsaviensi flumine Vistula. Ob rationes tamen pastorales, fideles urbium quae prope idem flumen incolunt, secundum fines civiles pertinent ad Archieparchiam Metropolitanam. Templum dicatum Exaltationi Sanctae Crucis et Sancto Iosaphat Martyri in ipsa urbe Vratislavia exstans ad gradum et dignitatem Ecclesiae cathedralis evehimus, eique insignia, privilegia et honores tribuimus quibus ceterae in orbe catholico Cathedrales Ecclesiae fruuntur. Quod vero attinet ad novae Eparchiae regimen, fidelium iura et onera aliaque id genus, quae Corpus Canonum Ecclesiarum Orientalium praescribit adamussim serventur. Quae vero iussimus ad effectum rite adducantur deque absoluto negotio sueta documenta exarentur et ad Congregationem pro Ecclesiis Orientalibus mittantur.

El 25 de noviembre de 2020 cedió parte de su territorio para la erección de la eparquía de Olsztyn-Gdańsk mediante la bula Misericordias Domini y al mismo tiempo fue renombrada por el papa Francisco tomando su nombre actual. Hasta ese día se llamó Breslavia-Gdańsk. El obispo Włodzimierz Roman Juszczak, O.S.B.M. continuó siendo su eparca. Hasta la división de 2020 la eparquía tenía como concatedral a la iglesia de San Bartolomé y del Patrocinio de María Santísima en Gdańsk, en el voivodato de Pomerania.
El 6 de febrero de 2023, la archieparquía de Przemyśl-Varsovia y sus sufragáneas, teniendo en cuenta la decisión previa de la Iglesia greco-católica ucraniana en Ucrania y la opinión expresada por los delegados del consejo diocesano conjunto en Porszewice en junio de 2022, decidió cambiar al calendario juliano revisado a partir del 1 de septiembre de 2023.

## Estadísticas
Según el Anuario Pontificio 2024 la eparquía tenía a fines de 2023 un total de 20 120 fieles bautizados.
| Año                                                                             | Población            | Población | Población      | Sacerdotes | Sacerdotes    | Sacerdotes    | Bautizados por sacerdote | Diáconos permanentes | Religiosos | Religiosos | Parroquias |
| Año                                                                             | Bautizados católicos | Total     | % de católicos | Total      | Clero secular | Clero regular | Bautizados por sacerdote | Diáconos permanentes | Varones    | Mujeres    | Parroquias |
| ------------------------------------------------------------------------------- | -------------------- | --------- | -------------- | ---------- | ------------- | ------------- | ------------------------ | -------------------- | ---------- | ---------- | ---------- |
| Eparquía de Breslavia-Gdańsk                                                    |                      |           |                |            |               |               |                          |                      |            |            |            |
| 1999                                                                            | 53 000               | ?         | ?              | 26         | 26            |               | 2038                     |                      |            | 2          | 29         |
| 2000                                                                            | 53 000               | ?         | ?              | 26         | 24            | 2             | 2038                     |                      | 2          | 13         | 53         |
| 2001                                                                            | 53 000               | ?         | ?              | 28         | 26            | 2             | 1892                     |                      | 2          | 13         | 53         |
| 2002                                                                            | 53 000               | ?         | ?              | 32         | 29            | 3             | 1656                     |                      | 3          | 13         | 54         |
| 2003                                                                            | 50 000               | ?         | ?              | 31         | 28            | 3             | 1612                     |                      | 3          | 15         | 58         |
| 2004                                                                            | 50 000               | ?         | ?              | 28         | 25            | 3             | 1785                     |                      | 3          | 14         | 57         |
| 2009                                                                            | 25 000               | ?         | ?              | 32         | 30            | 2             | 781                      |                      | 2          | 16         | 57         |
| 2010                                                                            | 25 000               | ?         | ?              | 32         | 30            | 2             | 781                      |                      | 2          | 16         | 57         |
| 2014                                                                            | 25 000               | ?         | ?              | 31         | 30            | 1             | 806                      |                      | 1          | 12         | 55         |
| 2017                                                                            | 25 000               | ?         | ?              | 36         | 35            | 1             | 694                      |                      | 1          | 8          | 56         |
| Eparquía de Breslavia-Koszalin                                                  |                      |           |                |            |               |               |                          |                      |            |            |            |
| 2020                                                                            | 25 000               |           |                | 35         | 34            | 1             | 714                      | 1                    | 1          | 10         | 39         |
| 2022                                                                            | 20 000               |           |                | 37         | 36            | 1             | 540                      | 1                    | 1          | 10         | 39         |
| 2023                                                                            | 20 120               |           |                | 43         | 42            | 1             | 467                      | 1                    | 1          | 9          | 56         |
| Fuente: Catholic-Hierarchy, que a su vez toma los datos del Anuario Pontificio. |                      |           |                |            |               |               |                          |                      |            |            |            |

## Episcopologio

### Eparcas de Breslavia-Gdańsk
- Teodor Majkowicz † (1 de junio de 1996-9 de mayo de 1998 falleció)[nota 2]
- Włodzimierz Roman Juszczak, O.S.B.M. (24 de abril de 1999-25 de noviembre de 2020)

### Eparcas de Breslavia-Koszalin

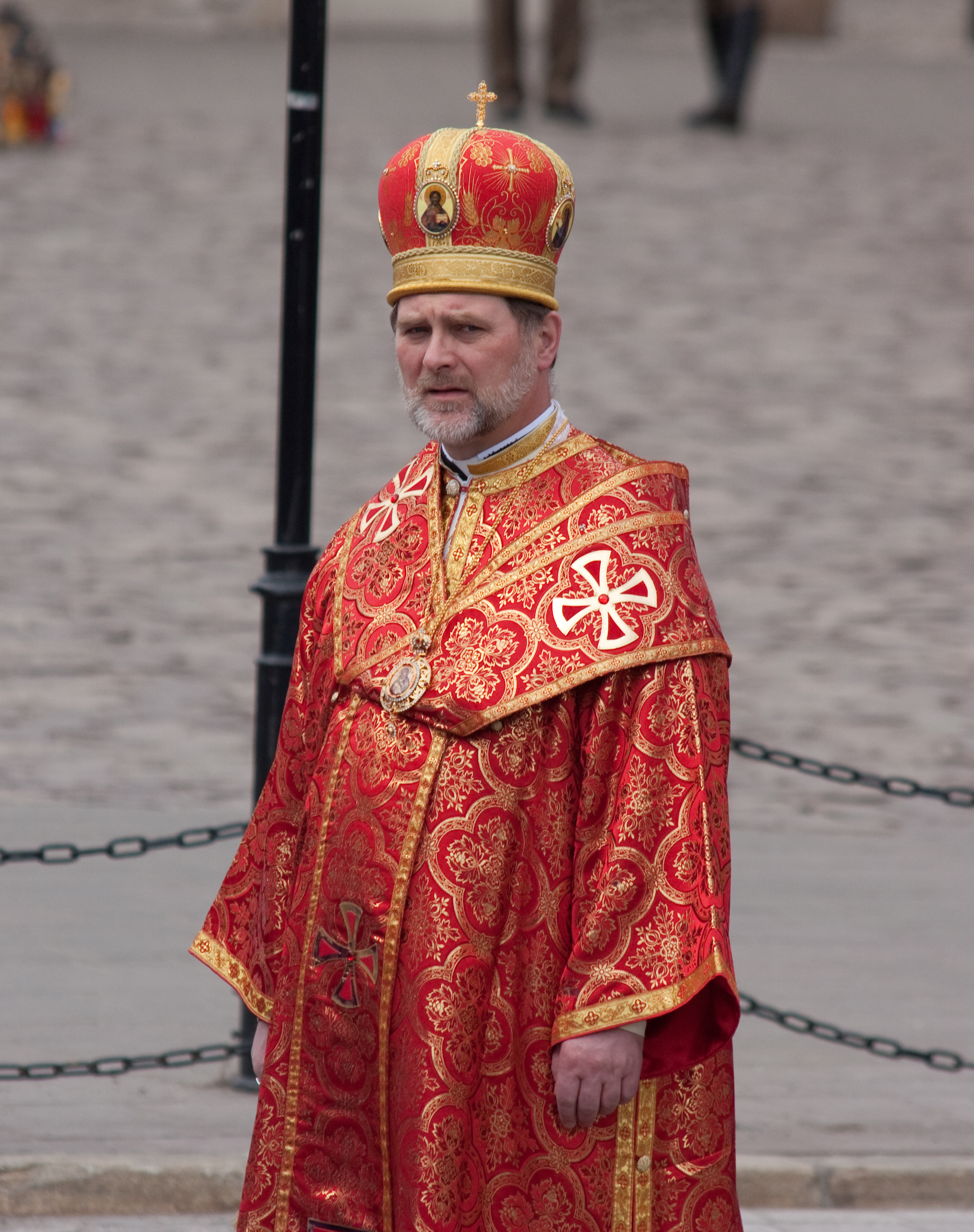
Włodzimierz Juszczak, eparca de Breslavia-Koszalinc desde 2020

- Włodzimierz Roman Juszczak, O.S.B.M., desde el 25 de noviembre de 2020